# Ryan Ross
George Ryan Ross III (ur. 30 sierpnia 1986 r. w Las Vegas) – amerykański gitarzysta i kompozytor, były wokalista i autor tekstów w zespole Panic! at the Disco, w latach 2009–2010 wokalista i gitarzysta zespołu The Young Veins. Aktualnie występuje jako solista.

## Życiorys
George Ryan Ross urodził się i dorastał w Las Vegas, w Nevadzie, gdzie uczęszczał do Bishop Gorman High School. Gdy w wieku dwunastu lat dostał swoją pierwszą gitarę na Święta Bożego Narodzenia, a jego przyjaciel Spencer Smith zestaw perkusyjny, chłopcy założyli zespół nazywający się Pet Salamander, a później The Summer League, w którym grali większość coverów zespołu Blink-182. Swoją pierwszą piosenkę napisał w wieku czternastu lat. Studiował w University of Nevada w Las Vegas, ale po pierwszym semestrze rzucił szkołę, aby poświęcić się muzyce.

## Kariera muzyczna
Ross i Smith założyli zespół Panic! at the Disco w 2004 r., gdy Smith zaangażował do zespołu znajomego ze szkoły, Brenta Wilsona, który grał na gitarze basowej i jeszcze jednego gitarzystę, którego później zastąpił Brendon Urie. Po jakimś czasie Ross przejął stanowisko gitary prowadzącej.
Dwie piosenki z debiutanckiego albumu Panic! at the Disco A Fever You Can’t Sweat Out: „Camisado” i „Nails For Breakfast, Tacks for Snacks” dotyczą jego osobistych doświadczeń o życiu z ojcem alkoholikiem. 25 marca 2008 roku wraz z zespołem Ryan wypuścił na rynek płytę Pretty.Odd..
Na początku lipca 2009 roku Ryan Ross postanowił opuścić zespół Panic! at the Disco wraz z basistą Jonem Walkerem, ze względu na różnice koncepcyjne muzyczne. Razem z Walkerem założyli zespół The Young Veins. Wraz z nimi w zespole występowali: basista Andy Soukal, perkusista Nick Murray i klawiszowiec Nick White. Zespół nagrał jedną płytę, Take a Vacation!.
Od 2013 r. Ross występuje jako solista.

## Życie prywatne
Od listopada 2006 roku do lutego 2009 spotykał się z tancerką Keltie Colleen. Poprzednią dziewczyną Ryana była Jac Vanek, fotografka i modelka.